# Hay Hassani
Hay Hassani (en àrab حي الحسني, Ḥayy al-Ḥasanī; en amazic ⵃⴰⵢ ⵍⵃⴰⵙⴰⵏⵉ) és una prefectura i barri (arrondissement) de la ciutat de Casablanca, dins la prefectura de Casablanca, a la regió de Casablanca-Settat, al Marroc. Segons el cens de 2014 tenia una població total de 468.542 persones.